# Kim Dae-Wook (judoka)
Kim Dae-Wook (31 de marzo de 1976) es un deportista surcoreano que compitió en judo. Ganó una medalla de bronce en los Juegos Asiáticos de 1998 en la categoría de –73 kg.

## Palmarés internacional
| Juegos Asiáticos | Juegos Asiáticos    | Juegos Asiáticos  | Juegos Asiáticos |
| Año              | Lugar               | Medalla           | Categoría        |
| ---------------- | ------------------- | ----------------- | ---------------- |
| 1998             | Bangkok (Tailandia) | Medalla de bronce | –73 kg           |